# Заиста замршен случај
„Заиста замршен случај” је југословенски ТВ филм из 1973. године. Режирала га је Вишња Ласта а сценарио је написао Марјан Маринц.

## Улоге
| Глумац           | Улога |
| ---------------- | ----- |
| Антун Налис      |       |
| Божидар Смиљанић |       |
| Нада Суботић     |       |
| Круно Валентић   |       |